# コンポーネント端子

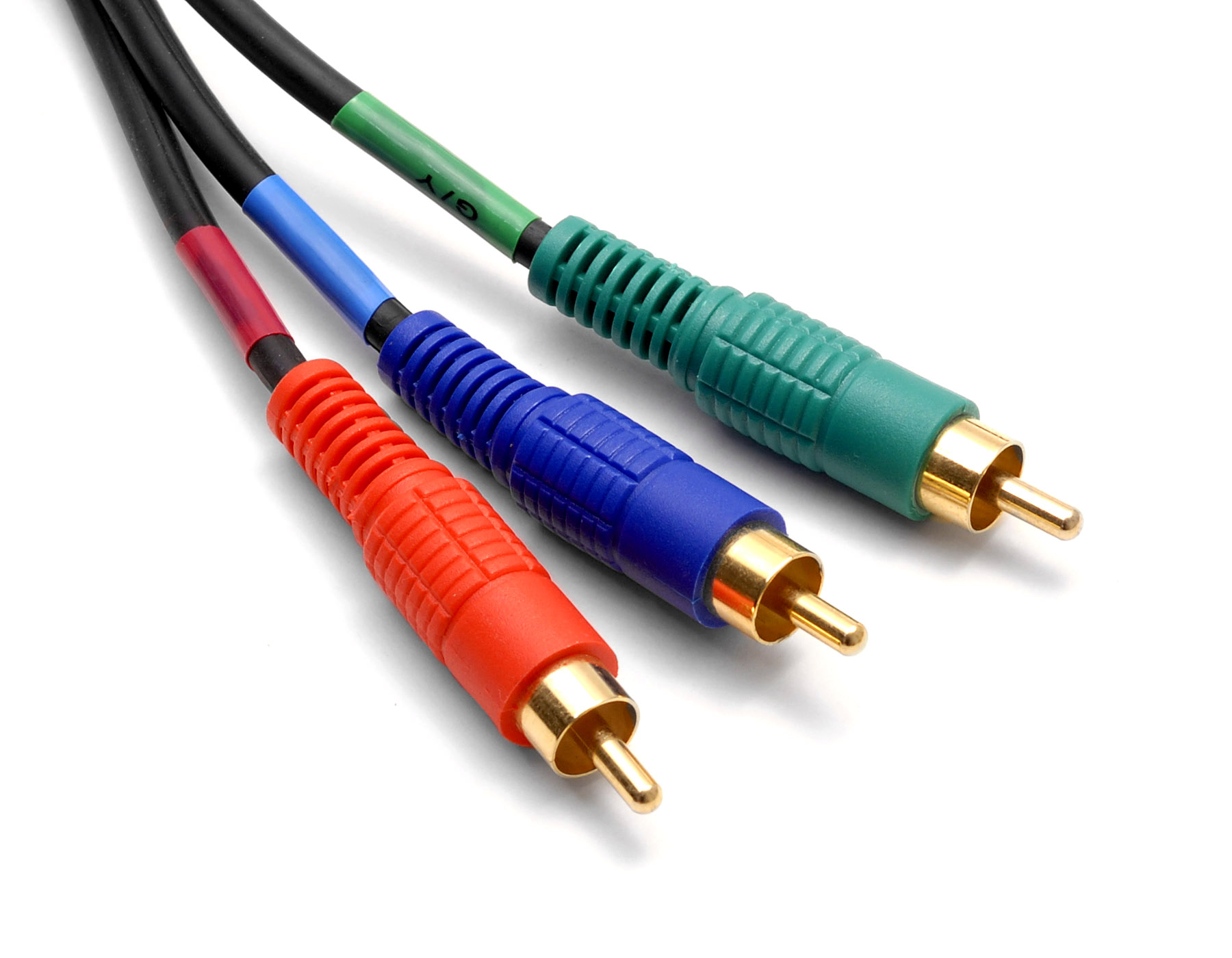
コンポーネントケーブル

コンポーネント端子（コンポーネントたんし）または色差端子（しきさたんし）とは、コンポーネント映像信号で記録または受信する映像機器において、そのままアナログ伝送するインターフェイスである。

## 概要
端子はRCA端子と同じ形状で、Y・B-Y・R-Yの3つの端子がある。業務用ディスプレイのコンポーネント映像入力端子では、RCA端子ではなくRGB入力と兼用の3BNCになっている場合がある（市販の変換コネクタにより対応）。
Yは輝度・同期信号、B-YおよびR-Yは色差信号である。また3つの端子は全て同形状であるので、接続の便宜を図るためケーブルやコネクタは「Y」を緑、「B-Y（Cb、Pb）」を青、「R-Y（Cr、Pr）」を赤と色分けしている。
コンポーネント映像信号は高精細アナログ信号であるため、AACSで制定されたImage Constraint Token（ICT）により、2011年以降のBDレコーダー・プレーヤー、薄型テレビなどの新機種は出力がSDに制限（D2以上での高画質伝送が禁止）され、2014年以降の新機種には搭載されなくなる見通しである（アナログ出力が全面禁止となるため）。この理由により今後はコンポーネント端子はD端子と共に廃止されHDMIに一本化される可能性が高い（薄型テレビおよびBDレコーダーの2011年モデルにはD端子およびコンポーネント端子を廃止した機種が登場）。
コンポーネントおよびD端子ケーブルは、2020年までに国内メーカー全社が生産を終了した。
とはいえ、コンポーネント映像端子に接続するケーブルは75Ω同軸ケーブルが使われているため、市販の黄色端子のコンポジットケーブルやコアキシャルケーブルが3本あれば代用が可能である。汎用性の高さや高画質であることから、2025年現在においてはHDMI変換機器やキャプチャー機器等の製品を中心に採用されている。

## 規格

### 日本におけるハイビジョン接続端子(Y・Pb・Pr)
「ハイビジョン受信機と周辺機器との相互接続」（JEITA CP-1213）に基づいた規格。ハイビジョンテレビなどで使用される従来に比べて高品質な映像信号を分離・合成などの余分な過程を減らして信号の劣化等を極力防ぐ目的で、コンポーネント映像信号をそのまま伝送できるようこの映像端子が使用された。これはMUSEによるハイビジョン放送開始から使用されている。480i相当の映像には対応していない。MUSEデコーダ内蔵ハイビジョンテレビ、もしくはハイビジョン入力に対応したテレビ・モニターとMUSEデコーダ・W-VHSデッキ・ハイビジョンLDで、それぞれとの接続用に装備されているのが見受けられる。BSデジタルチューナーでも1080i固定出力であるものはY・Pb・Pr端子となっている。
1080iの固定出力に対応したデジタルチューナー・STBやPS3などを、MUSE時代のY・Pb・Pr接続すれば（1035iのみに対応する機種では）画角が若干変動するものの、高精細度で視聴できる。

### 海外における(Y・Pb・Pr)
北米など海外ではY・Pb・Prとだけ表記されていることが多い。480i/pや576i/p相当の映像を伝送できるものを含めてである。また日本においても海外メーカーのものはY・Pb・Pr表記となっているものがある。

## 日本におけるDVDプレーヤー向け色差端子
1996年11月、DVD-Videoプレーヤーの登場によりDVD向けの色差端子またはコンポーネント映像端子が登場した。初めて色差端子を搭載したSD-3000にはY・Cb・Cr表記の色差端子が搭載された。Y・B-Y・R-Y表記をした機種もあったが、基本的にDVD（480i）の色差端子はY・Cb・Cr表記、ハイビジョン向け（1080i/1035i）色差端子がY・Pb・Prと表記されるようになり、メーカー各社のサイトでもそう説明されている。
1999年10月からプログレッシブ色差出力を搭載したDVDプレーヤーが発売されている。この480p相当の画質についてはY・Cb・Cr表記のままプログレッシブ出力をしたメーカーと、Y・Pb/Cb・Pr/Cr表記をしたメーカーがあり、表記が別れた。初のプログレッシブDVDプレーヤーはY・Pb・Prの480p専用出力だった。
現在では、出力できる映像にかかわりなく、Y・Pb/Cb・Pr/Cr端子となっているものが多い。

## カラーマトリクス
家庭用テレビでも色差入力端子においてY・Pb・PrとY・Cb・Crを切り替えられる機種も存在する。DVDではY・Cb・Crに設定した方がよい場合があるからである。

## D端子
D端子は日本独自のローカル規格である。コンポーネント接続ではケーブルを3本接続する必要があって接続が面倒になることや、識別信号の伝送ができないという弱点があり、D端子が開発された。しかしコネクタやケーブルの構造から信号の劣化が起こりやすいこと（特にある程度長い距離の伝送で顕著と言われる）などから現在でもコンポーネント端子の需要は根強く、高級機器では国内メーカー製でもD端子を採用していないものが多い。D端子とコンポーネント端子の変換を行うケーブルやアダプターは、各社から発売されている。なお、D端子もコンポーネント端子の一種とみなされる場合もある。

## LD DVD複合機
LD DVD複合機においてDVD-Videoはコンポーネント端子から出力できるが、レーザーディスクはコンポーネント端子から出力すると映像がモノクロになる機種が存在する。